# Campionati europei di nuoto paralimpico 2021
I Campionati europei di nuoto paralimpico 2021 sono stati la sesta edizione dei Campionati europei di nuoto paralimpico, una competizione continentale di nuoto per nuotatori con disabilità. Si è svolta a Funchal, in Portogallo, dal 16 al 22 maggio 2021. Questa è la seconda volta che i campionati vengono ospitati dalla città portoghese, dopo l'edizione del 2016.
Inizialmente previsti per il 2020, sono stati rinviati all'anno successivo a causa della pandemia di COVID-19.

## Medagliere
Di seguito le prime 10 posizioni del medagliere.
| Pos. | Paese         | Oro | Argento | Bronzo | Totale |
| ---- | ------------- | --- | ------- | ------ | ------ |
| 1    | Italia        | 34  | 26      | 20     | 80     |
| 2    | Ucraina       | 33  | 32      | 28     | 93     |
| 3    | Russia        | 25  | 26      | 32     | 83     |
| 4    | Spagna        | 11  | 17      | 20     | 48     |
| 5    | Ungheria      | 9   | 2       | 2      | 13     |
| 6    | Bielorussia   | 7   | 3       | 9      | 19     |
| 7    | Brasile       | 6   | 1       | 0      | 7      |
| 8    | Israele       | 5   | 4       | 3      | 12     |
| 9    | Gran Bretagna | 5   | 0       | 3      | 8      |
| 10   | Grecia        | 4   | 1       | 2      | 7      |